# Michael Roth (Politiker)

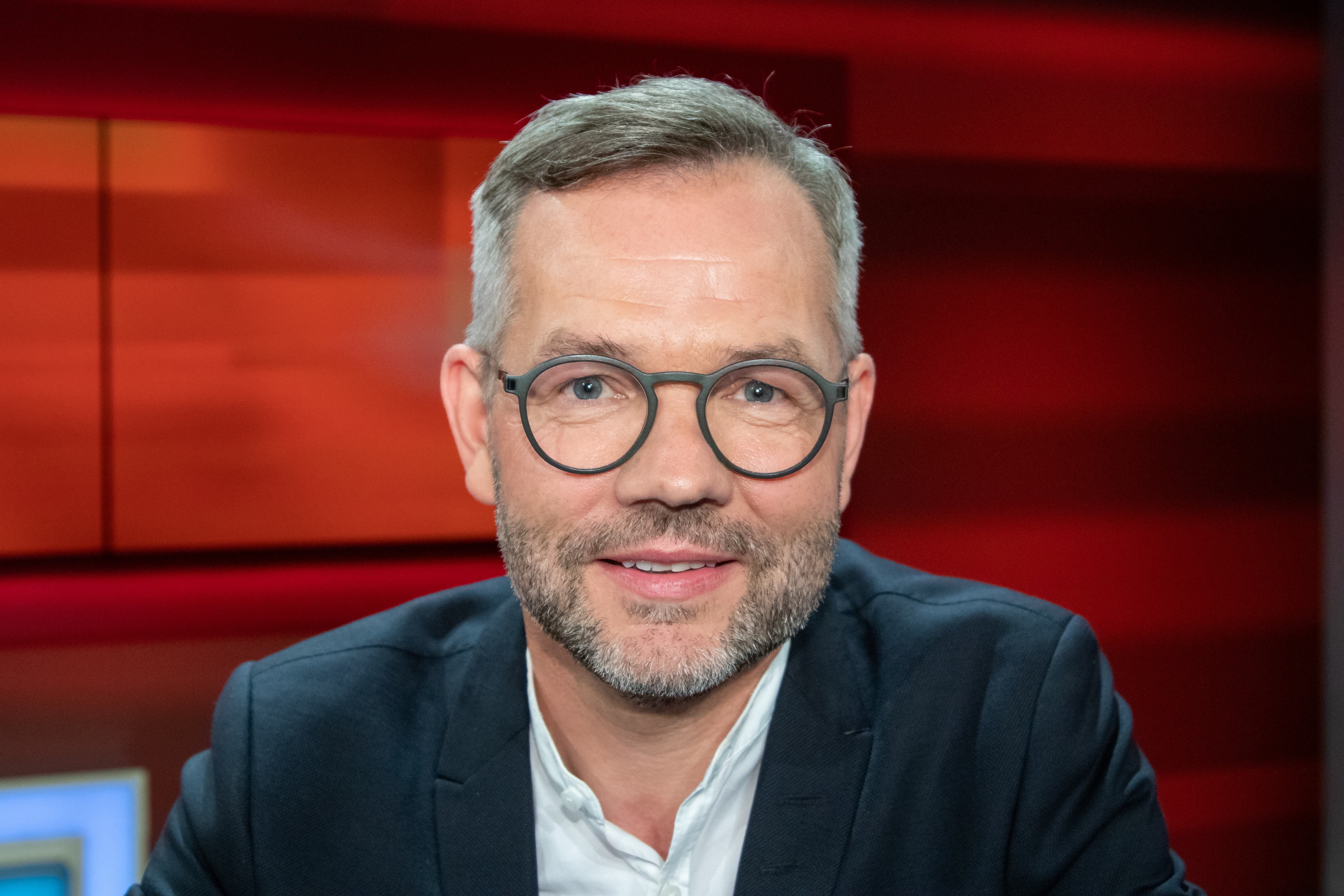
Michael Roth (2019)

Michael Helmut Roth (* 24. August 1970 in Heringen) ist ein ehemaliger deutscher Politiker (SPD) und Politologe. Er war von 1998 bis 2025 Mitglied des Deutschen Bundestages und war vom 17. Dezember 2013 bis 8. Dezember 2021 Staatsminister für Europa beim Bundesminister des Auswärtigen in den Kabinetten Merkel III und IV. Von Januar 2014 bis zu seinem Ausscheiden aus der Bundesregierung am 8. Dezember 2021 war er außerdem Beauftragter für die deutsch-französische Zusammenarbeit. Vom 15. Dezember 2021 bis zum 25. März 2025 war Michael Roth Vorsitzender des Auswärtigen Ausschusses des Deutschen Bundestages.

## Ausbildung und Beruf
Nach dem Abitur 1990 an der Werratalschule in Heringen und anschließendem Zivildienst begann Roth 1991 als Stipendiat der Friedrich-Ebert-Stiftung ein Studium der Politologie, des Öffentlichen Rechts, der Germanistik und Soziologie an der Johann Wolfgang Goethe-Universität Frankfurt am Main, das er 1997 als Diplom-Politologe beendete. Von 2000 bis 2002 war er Dozent am Otto-Suhr-Institut für Politikwissenschaften an der Freien Universität Berlin.

## Partei

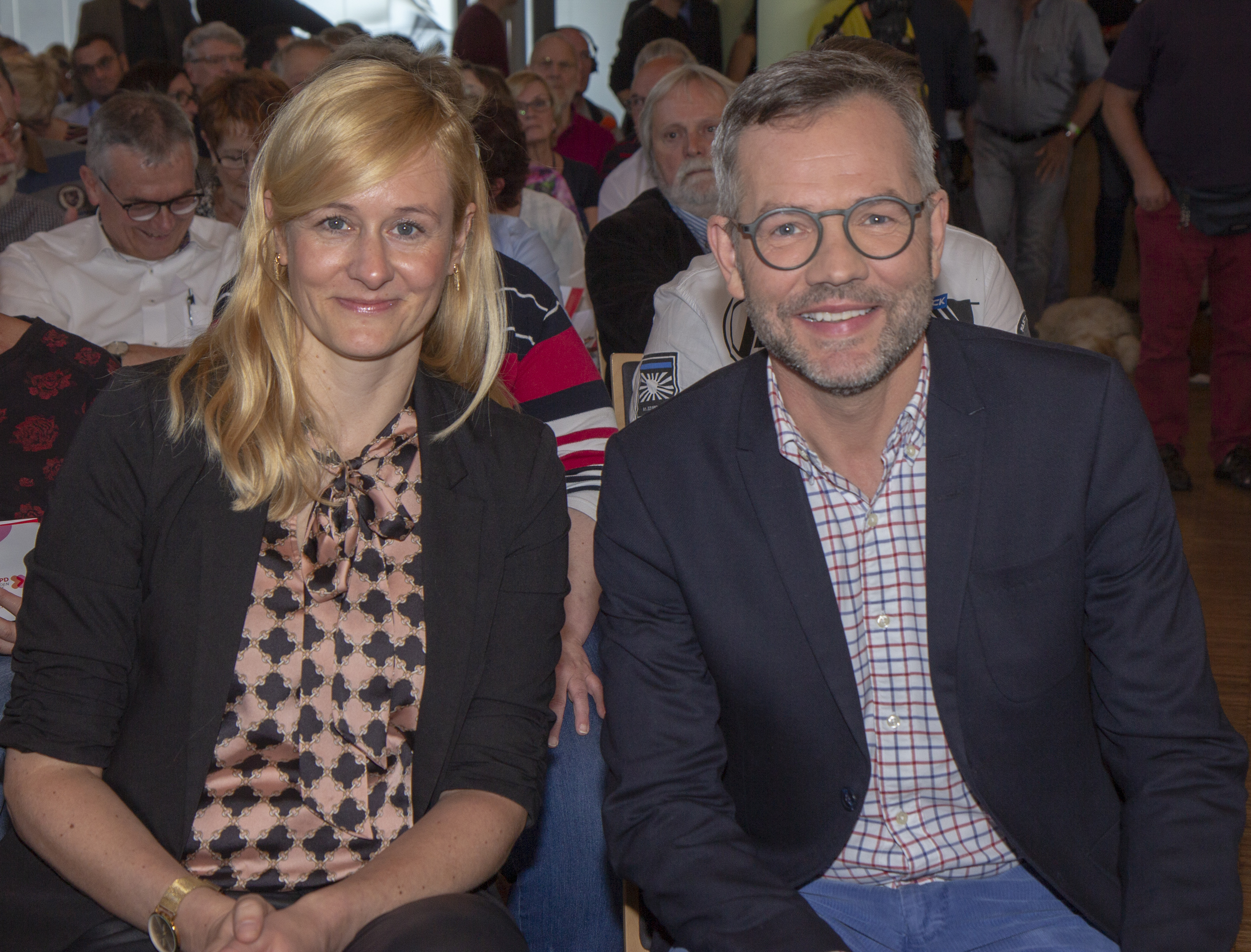
Michael Roth kandidierte gemeinsam mit Christina Kampmann für den SPD-Parteivorsitz (2019)

Roth trat als Schüler 1987 in die SPD ein. Er engagierte sich zunächst bei den Jusos und war von 1993 bis 1995 deren stellvertretender Bundesvorsitzender. Er galt dort als undogmatischer Reformsozialist. Von 1996 bis 2015 gehörte er dem Vorstand des SPD-Bezirks Hessen-Nord an und war von 2001 bis 2011 Vorsitzender des SPD-Unterbezirks Hersfeld-Rotenburg.
Von 2009 bis 2014 war Roth Generalsekretär des SPD-Landesverbands Hessen und von 2015 bis 2019 Mitglied des Landesvorstands.
Bei den SPD-Bundesparteitagen am 8. Dezember 2017, am 7. Dezember 2019 sowie am 11. Dezember 2021 wurde Roth in den SPD-Parteivorstand gewählt. Ab Dezember 2021 war er auch Mitglied des Präsidiums der SPD. Beim SPD-Bundesparteitag am 9. Dezember 2023 wurde Roth nicht mehr in den SPD-Parteivorstand gewählt.
Roth sagte 2019 in einem Interview, er sehe sich als emanzipatorischen demokratischen Sozialisten.
Am 2. Juli 2019 gab Roth seine Kandidatur als SPD-Vorsitzender im Duett mit seiner Parteigenossin Christina Kampmann bekannt. Unter dem Motto „Mit Herz und Haltung. gemeinsam den Aufbruch wagen“ warben beide in ihrer Kampagne u. a. für ein Ende der Schwarzen Null, mehr Geschlechtergerechtigkeit, eine umfassende Parteireform, Sicherheit im digitalen Wandel und die Vereinigten Staaten von Europa.
Das Duo Kampmann/Roth erhielt im ersten Wahlgang der Mitgliederbefragung 16,3 Prozent der Stimmen (Platz 3) und verpasste die Stichwahl.
Gewählt wurde das Duo Saskia Esken und Norbert Walter-Borjans.

## Mitglied des Deutschen Bundestages
Bei der Bundestagswahl 1998 zog Roth erstmals als direkt gewählter Abgeordneter des Wahlkreises Hersfeld in den Deutschen Bundestag ein. 2002 erhielt er 54,9 Prozent der Erststimmen des neu zusammengelegten Bundestagswahlkreis Werra-Meißner – Hersfeld-Rotenburg und zog erneut in den Bundestag ein.
Auch bei den Bundestagswahlen 2005, 2009, 2013 und 2017 gewann Roth mit 51,7 Prozent (2005), 40,4 Prozent (2009), 43,1 Prozent (2013) und 41,2 Prozent (2017) sowie 43,7 Prozent (2021) der Erststimmen jeweils das Direktmandat.
Von 2010 bis 2013 war Roth europapolitischer Sprecher der SPD-Bundestagsfraktion. Von 2009 bis 2014 und von 2017 bis 2018 war er Vorsitzender der SPD-Landesgruppe Hessen im Deutschen Bundestag. Er gehört der Parlamentarischen Linken der SPD-Fraktion an.
Roth wurde am 9. März 2013 zum Spitzenkandidaten der SPD Hessen bei der Bundestagswahl 2013 gewählt. Auf dem SPD-Landesparteitag in Hanau wählten ihn die Delegierten mit 89 Prozent auf Platz 1 der Landesliste. Bei den anschließenden Koalitionsverhandlungen von CDU, CSU und SPD war Roth Mitglied der Arbeitsgruppe „Auswärtiges, Verteidigung und Entwicklungszusammenarbeit“.
Für die Bundestagswahl 2017 wurde Michael Roth beim SPD-Landesparteitag in Kassel mit 95,4 Prozent auf Platz 1 der Landesliste Hessen gewählt. Bei den Koalitionsverhandlungen von CDU, CSU und SPD leitete er die Arbeitsgruppe „Kunst, Kultur, Kreativwirtschaft und Medien“ und war Mitglied der Arbeitsgruppe „Europa“. Bei der Bundestagswahl 2021 trat Roth erneut als Spitzenkandidat der SPD Hessen an. Bei den anschließenden Koalitionsverhandlungen zwischen der SPD, Bündnis 90/Die Grünen und der FDP war er wiederum Mitglied der Arbeitsgruppe „Europa“. Die Abgeordneten der Ampelkoalition wählten am 8. Dezember 2021 Olaf Scholz (SPD) zum Bundeskanzler.
Er war vom 15. Dezember 2021 bis zum 25. März 2025 Vorsitzender des Auswärtigen Ausschusses.
Am 24. Februar 2022 begannen die russischen Streitkräfte auf Befehl von Staatspräsident Putin einen völkerrechtswidrigen Angriffskrieg auf die Ukraine.
Roth (als Vorsitzender des Auswärtigen Ausschusses), Anton Hofreiter (Bündnis 90/Die Grünen, Vorsitzender des EU-Ausschusses) und Marie-Agnes Strack-Zimmermann (FDP, Vorsitzende des Verteidigungsausschusses) reisten am 12. April 2022 als erste hochrangige Vertreter des Bundestages nach Lwiw (Lemberg) in der Westukraine. Sie sprachen dort mit mehreren hochrangigen Vertretern des ukrainischen Parlaments und besuchten ein Krankenhaus mit Verwundeten des Krieges sowie eine von Russland zerstörte Raffinerie.
Roth, der seine pro-israelische Haltung betont, bekräftigte nach dem Terroranschlag der Hamas auf Israel am 7. Oktober sein Bekenntnis zum Selbstverteidigungsrecht Israels und warb um Unterstützung für das israelische militärische Vorgehen im Gazastreifen. In der TV-Sendung Markus Lanz warnte er beispielsweise im Oktober 2023 davor, Israel mit Belehrungen oder Ermahnungen gegenüberzutreten und forderte Verständnis für die militärische Vorgehensweise: „Dass das nicht mit schönen Bildern verbunden ist, und dass das auch schrecklich werden wird, muss uns allen klar sein.“ Im November 2023 sprach er sich gegen einen Waffenstillstand im Gazastreifen aus, dieser ermögliche der Hamas eine Neuordnung. Den vielzitierten Begriff der Staatsraison gegenüber Israel hält Roth für zu technisch und plädiert stattdessen für ein neues Verständnis der deutsch-israelischen Freundschaft. Dem Solidaritätsversprechen gegenüber dem jüdischen Staat sei die Bundesrepublik nicht ausreichend nachgekommen. In einem Meinungsbeitrag für das israelische Medium ynet beklagte er im Oktober 2024 eine wachsende Distanz der deutschen Öffentlichkeit zu Israel und einen gegen Israel gerichteten Diskurs. Demnach würden Palästinenser in Deutschland zu einseitig als Opfer betrachtet. Der Jüdischen Allgemeinen sagte er: „Ich finde es schwierig, Israel permanent und lauter als andere zu ermahnen, das Völkerrecht einzuhalten. Das ist inzwischen auch in etablierten Kreisen zu einer Art Mantra geworden.“ Den Ende 2024 gegen Benjamin Netanjahu und Joaw Gallant ergangenen Haftbefehl des Internationalen Strafgerichtshofs kritisierte Roth, bekannte sich jedoch zu dessen Gültigkeit.
Roth kündigte am 26. März 2024 seinen Rückzug aus der Politik zum Ende der Legislaturperiode an. Er begründete dies mit einer Entfremdung vom Politikbetrieb („Wenn man heute Spitzenpolitik betreibt, muss man sich fast komplett aufgeben“) und einer Entfremdung von seiner Partei („Sowohl Partei als auch Fraktion haben sich ihm [Bundeskanzler Olaf Scholz] faktisch untergeordnet“).
Roth beklagte, „manche in der Fraktion“ hätten ihn „nicht einmal mehr gegrüßt“, nachdem er sieben Wochen nach dem Beginn des russischen Überfalls auf die Ukraine in das angegriffene Land gereist sei. In einem am 30. Mai 2024 im Deutschlandfunk geführten Interview befürwortete Roth den Einsatz westlicher Waffen bei Unterstützung der Ukraine gegen von russischem Gebiet ausgehende Angriffe auf Ziele in der Ukraine.
Am 6. November 2024 zerbrach die Ampelkoalition, und Trumps Sieg bei der Präsidentschaftswahl 2024 wurde bekannt.
US-Präsident Biden gab am 17. November 2024 bekannt, der Ukraine den Einsatz weitreichender von den USA gelieferten Raketen zu erlauben. Roth, der Vorsitzende des Auswärtigen Ausschusses, begrüßte Bidens Entscheidung und sagte: „Unsere rote Linie sollte immer das Völkerrecht sein – und das lässt den Einsatz weitreichender Waffen auch gegen militärische Ziele auf russischem Boden zu.“ Bundeskanzler Scholz blieb bei seiner Ablehnung.
Bei der Bundestagswahl 2025 trat Michael Roth wie angekündigt nicht mehr an.

## Staatsminister für Europa
Vom 17. Dezember 2013 bis zum 8. Dezember 2021 war Michael Roth Staatsminister für Europa beim Bundesminister des Auswärtigen in den Kabinetten Merkel III und IV. Von Januar 2014 bis Dezember 2021 war er auch Beauftragter für die deutsch-französische Zusammenarbeit.
Als Staatsminister für Europa im Range eines parlamentarischen Staatssekretärs war Michael Roth der politische Stellvertreter des Bundesministers des Auswärtigen. In dieser Funktion arbeitete Roth mit den drei Außenministern Frank-Walter Steinmeier (2013–2017), Sigmar Gabriel (2017–2018) und Heiko Maas (2018–2021) zusammen.
Als Staatsminister für Europa war Roth zuständig für alle EU-Angelegenheiten, Osteuropa, die Länder des westlichen Balkans, Russland, die Türkei, Menschenrechtsfragen, interreligiösen Dialog, jüdisches Leben sowie internationale Angelegenheiten der LGBTI und Roma.
Michael Roth nahm als Vorsitzender des Ausschusses der Europastaatssekretäre an den Kabinettssitzungen der Bundesregierung teil. Er vertrat die Bundesregierung im Rat für Allgemeine Angelegenheiten der Europäischen Union.
Im April 2017 wurde Roth zum Vorsitzenden des Netzwerkes sozialdemokratischer Ministerinnen und Minister im Rat für Allgemeine Angelegenheiten ernannt. Er folgte in dieser Position Harlem Désir.
Im Dezember 2019 wurde Roth zum Sonderbeauftragten der Bundesregierung für den Vorsitz Deutschlands im Ministerkomitee des Europarats ernannt, welcher im November 2020 begann. Im Jahr 2020 wurde er im Zuge der COVID-19-Pandemie zu einem maßgeblichen Repräsentanten der deutschen EU-Ratspräsidentschaft.

## Funktionen und Mitgliedschaften
Michael Roth ist Aufsichtsratsvorsitzender des Zentrums für internationale Friedenseinsätze (ZIF), Vorstandsmitglied des Deutsch-Französischen Instituts, Kuratoriumsmitglied des Instituts für Europäische Politik, Mitglied im Beirat der Stiftung Adam von Trott Imshausen e. V. sowie Mitglied im Stiftungsrat der Stiftung Flucht, Vertreibung, Versöhnung und der Deutschen Stiftung Friedensforschung.
Seit 2004 ist er Mitglied der Landessynode der Evangelischen Kirche von Kurhessen-Waldeck und der Kammer für Öffentliche Verantwortung der Evangelischen Kirche in Deutschland.
Zudem ist Michael Roth Mitglied der überparteilichen Europa-Union Deutschland, die sich für ein föderales Europa und den europäischen Einigungsprozess einsetzt.
Michael Roth ist Träger zahlreicher nationaler und internationaler Auszeichnungen und Orden. Unter anderem:
- Großkreuz mit Stern und Schulterband des Ordens von Oranien-Nassau der Niederlande
- Großkreuz des Kronenordens des Königreichs Belgien
- Offizier der Ehrenlegion und Ritter des Verdienstordens der Französischen Republik
- Presidential Medal of Merit der Republik Kosovo 2025[53]
- Offizier des ungarischen Verdienstordens
- „Herausragender Partner“ des Bled Strategic Forums 2022[54]
- Louis-Spohr-Plakette des Mitteldeutschen Sängerbundes 2016[55]

## Privates
Michael Roth heiratete am 24. August 2012 seinen langjährigen Freund Michael Klöppner. Die Segnung des gleichgeschlechtlichen Paares fand in der Stiftskirche in Rotenburg an der Fulda statt.
Roth ist evangelischer Konfession.